# Beatrix van Lens
Beatrix van Lens (Lens eind 12e eeuw - Bergen na 1216) stichtte in 1216 de abdij van Onze-Lieve-Vrouw van Epinlieu, in het graafschap Henegouwen. 
Zij was een telg uit de adellijke familie der heren van Lens en was ongehuwd. Zij gebruikte haar bruidsschat om, na een zorgvuldige keuze, het terrein Spinosus Locus aan te kopen in Ghlin, nabij Bergen. Zij kreeg financiële hulp van Gautier V, heer van Lens, en zijn broer Hugues II, heer van Mobiu.
Haar keuze voor kloosterorde ging naar de cisterciënzers en ze werd de eerste abdis van de abdij van Epinlieu. Zij wordt als zalige vereerd.